# Haddadus
Haddadus is een geslacht van kikkers uit de familie Craugastoridae. De groep werd voor het eerst wetenschappelijk beschreven door Stephen Blair Hedges, William Edward Duellman en Matthew P. Heinicke in 2008. Omdat de groep pas in 2008 erkend werd is het geslacht niet bekend in de literatuur.
Er zijn drie soorten die leven in Zuid-Amerika en endemisch zijn in Brazilië en voorkomen in de Atlantische kuststrook van het oosten en zuiden van het land.

## Soorten
Geslacht Haddadus
- Soort Haddadus aramunha
- Soort Haddadus binotatus
- Soort Haddadus plicifer

Craugastor · 
Haddadus · 
Strabomantis